# 天音みほ
天音みほ（あまね みほ、1994年8月22日 - ）は、日本の女性歌手、女優、声優、モデル、元アイドル。東京都出身。ディアステージ所属。

## 経歴
- 家族が大のミュージカル好きで、子供の頃に劇団四季の舞台を観劇。それに感動したのをきっかけにミュージカルスクールに入る[6]。
- 大学（心理学科）在学中から芸能活動をしている[6]。
- 2015年1月より秋葉原ディアステージに所属し、芸能活動を開始。「みほ」名義で「アイカツ!」、「アイカツスターズ!」の楽曲を歌うユニット「AIKATSU☆STARS!」のメンバーとなる。「アイカツ!」では紅林珠璃・大地ののの歌唱担当、「アイカツスターズ!」では、香澄夜空・花園きららの歌唱を担当[1]。
- 2018年2月27・28日に日本武道館で開催された「アイカツ! ミュージックフェスタ in アイカツ武道館！」をもって、「AIKATSU☆STARS!」はアイカツ!シリーズより卒業[7][8]。
- 2018年4月22日に開催されたTwinBox AKIHABARAでのライブイベント「天音みほ・堀越せなSpecial LIVE」において、「AIKATSU☆STARS!」のメンバーの一人である堀越せなとの二人組ユニット「Mi☆nA」の結成が発表された[9]。2021年3月8日、活動終了[10]。
- 2018年9月8日、幕張メッセで開催された「アイカツ!シリーズ5thフェスティバル!!」に出演[11][12]。
- 2020年6月28日に開催された「ASOBINOTES ONLINE FES」において、音楽原作新規キャラクタープロジェクト「電音部」のアキバユニットの東雲和音役での声優デビューが発表された[13]。
- 2020年7月3日より開始した「LARME×LINE LIVE MODEL AUDITION」においてグランプリを獲得。同年9月から1年間、「LARME」のレギュラーモデルを務めた[14]。
- 2020年9月17日、LINE LIVEで配信された「LARME 発売記念 オンライン編集会議」第一部においてLARMEのモデルとして出演[15][16]。視聴者数は25万人を突破した[17][信頼性要検証]。
- 2021年3月30日に開催された「超十代－ULTRA TEENS FES－2021 PREMIUM」に、LARMEのモデルとして出演した[18]。同フェスでは、LARMEのモデルの1人である鶴嶋乃愛のプロデュースブランド「Romansual」のファッションステージにも出演[19]。LINE LIVEでの配信視聴者数は28万人を突破した[要出典]。
- 2021年春、22/7 音楽の時間の七崎紫苑役で初めてのゲームレギュラー声優を担当する[20]。

## 人物
- 身体のサイズは、首周りが30cm、顔の縦の長さが17cm、顔の横の長さが11.5cm、腕周りが21.5cm、手首周りが12cm、ふくらはぎが29.5cm、足首が17.5cm[21]。
- 歌唱力に定評がある[22]。歌唱した楽曲の作曲家（『Mani Mani』や『トアルトワ』を作曲した井上拓、『ベルカ』を作曲したミフメイなど）は、「難易度が高い楽曲を容易に歌うことができる」とコメントしている[23][24][25]。
- Twitterでは「#ほんじつのあまねさん」のハッシュタグを使用し[26]、配信情報の告知[27]やオフショット[28]を発信している。

### 愛称
- 代表される愛称はなく、本人は「みほちゃん」を推奨している[29]。
- 『アイカツ!シリーズ』のファンからの愛称は「みほてん」[要出典]。同じく「AIKATSU☆STARS!」のメンバーであった星咲花那からは、「みほてん」から転じて「ほてん」と呼ばれている[30]。
- 過去にオリコンゲーム公式プレイヤーとして共に活動していた中島由貴からは「ぽんちゃん」と呼ばれている[31][注 1]。
- 「電音部」で共演した長谷川玲奈からは「あまねっち」と呼ばれている[33][34]。
- 「22/7 音楽の時間」で共演した本郷里実と一寺美穂からは「おみほ」と呼ばれている[35][36][37]。

### 性格
- 『アイカツ!シリーズ』、『電音部』の担当キャラクターや「Mi☆nA」の担当カラーにより、紫や青、水色の印象が強いが、本人の好きな色はピンク。

### 趣味・特技
- 趣味はアニメや舞台の鑑賞[38]、ダンス、テニス、アニメ、漫画、洋服、仏閣、史跡巡り[6]。2022年11月からの趣味と特技はカフェ巡り、お散歩、DJ(勉強中)、いろいろなキャラ声で歌を歌える[1]。歌と芝居が好きで、アニソン歌手と声優に憧れる[6]。
- 特技はアイドルダンス[38]。得意な事は漫画、アニメを1日で見終わること[6]。
- 苦手なことは地図を読むこと、運動[6]。
- 元々「LARME」を愛読していたことから、モデルオーディションに参加した。
- プチプラのファッションアイテムを好み、InstagramやWEARなどのSNSで紹介している。

### 家族・交友関係
- 姉がいる[39][40]。
- 「AIKATSU☆STARS!」の中では、松岡ななせ[41]、星咲花那、未来みき[42]と親交が深い。
- 「電音部」で共演した小坂井祐莉絵と仲が良い[43][44][45]。

## 出演
太字はメインキャラクター。

### テレビアニメ
2017年
- 闇芝居 四期「招び鶴」、七期（2017年3月5日、2019年 ）

2021年
- 最響カミズモード!（亜山リナヨ)

### 劇場アニメ
2024年
- シノアリス 一番最後のモノガタリ（ギシン、アナウンサー）

### ゲーム
2021年
- 22/7 音楽の時間（七崎紫苑）

2023年
- コインムスメ（アスター）

### ボイスドラマ
2021年
- 茅野ふたばバースデーボイスドラマ（2021年 - 、東雲和音）

2022年
- 東雲和音バースデーボイスドラマ（2022年 - 、東雲和音）
- 日高零奈バースデーボイスドラマ（2022年 - 、東雲和音）
- スカッと夏晴れ！☀はちゃめちゃビーチでドーンだYo！（東雲和音）

### メディアミックスプロジェクト
- 電音部（2020年 - 、東雲和音[13]）

### 舞台
2015年
- 03月25日 - 29日 アーラェ アンゲリー「無頼くノ一 紅染まる朝に」（八幡山ワーサルシアター）
- 05月23日 - 31日 アリスインプロジェクト「ヨルハ Ver. 1.1」（新宿村LIVE） - ソニア 役

2016年
- 07月6日 - 10日 アリスインプロジェクト「時空警察クロノゲイザー」（六行会ホール） - アリサ 役
- 11月25日 アーラェ アンゲリー「また、笑いのツボ〜ただやってみたかっただけ〜」（ステージカフェ下北沢亭） - 日替わりゲスト

2017年
- 01月18日 - 22日 ODD ENTERTAINMENT 舞台「鬼切丸伝〜源平鬼絵巻〜」（六行会ホール） - 祈御前 役
- 07月12日 - 17日 SOLID STAR「仁義ある宴会」（シアターサンモール） - まる子 役

2018年
- 05月09日 - 13日 アリスインプロジェクト｢ダンスライン東京｣（六行会ホール） - W主演・北野美環 役
- 07月11日 - 16日 SEPT×HauntedObachestra Entertainment Live Stage｢オバケストラ！｣（シアターサンモール） - メイン・九十 役
- 8月31日 劇団☆ディアステージ「コロちゃんと悪魔」（労音大久保会館R'sアートコート） - 日替わりゲスト
- 9月7日・9日 舞台「増田こうすけ劇場 ギャグマンガ日和 向かい風100%」（渋谷区文化総合センター 大和田） - 受手ミミ 役(Wキャスト)
- 10月3日 - 8日 アリスインプロジェクト「クォンタムメモリーズ」（新宿村LIVE） - メイン・鞍馬兎子 役
- 11月07日 - 12日 SEPT「MIRRORION」 （銀座博品館劇場） - ルナ 役

2019年
- 01月18日 SEPT「After the MIRRORION」 （新宿村LIVE） - ルナ 役
- 02月27日 - 3月10日 舞台「プロジェクト東京ドールズ」（新宿村LIVE） - ヒロイン・サクラ 役
- 04月26、28日 劇団☆ディアステージ×トキヲイキル「四月の霊」（労音大久保会館R'sアートコート） - おばけ 役
- 08月15日 - 18日 舞台「魔術士オーフェン」（新宿村LIVE） - ヒロイン・クリーオウ 役
- 09月18日 - 23日 舞台「DARKNESS HEELS〜THE LIVE〜」（CBGKシブゲキ!!） - ヤスカ 役
- 10月13日 - 14日 人狼系アドリブ推理バトル【レジスタンスイレブン】〜ガールズ版〜（東京映画・俳優&放送芸術専門学校ホール）
- 11月07日 - 12日 舞台「魔術士オーフェン 牙の塔編」（六行会ホール） - ヒロイン・クリーオウ 役
- 12月05日 - 15日 舞台「DARKNESS HEELS〜THE LIVE〜 SHINKA」（CBGKシブゲキ!!） - ヤスカ 役

2020年
- 01月19日 ベニバラ兎団「ワタシの好きなぼうりょく」（四谷天窓） - 解説者、子供、女医 役
- 02月16日 人狼系アドリブ推理バトル「レジスタンスイレブン」〜ガールズ版〜 配信＆DVD応援イベント（コフレリオ新宿シアター）

2021年
- 01月27日 - 31日 ILLUMINUS ガールズゴシックシリーズ ｢女王輪舞｣（六行会ホール）  - ダネル 役
- 02月20日 - 28日 舞台 ｢プロジェクト東京ドールズ　二期 THE GARDEN・三期 SKY TOWER同時公演｣（シアター1010） - ヒロイン・サクラ 役
- 06月2日 - 6日 ベニバラ兎団 舞台「脳漿炸裂ガール2 〜俗物奇行〜 Anarchy in the Journey 」 （六行会ホール）- W主演・脳漿炸裂ガール 役

2022年
- 10月20日 - 24日、11月10日 - 13日 舞台「キミと僕の最後の戦場、あるいは世界が始まる聖戦」（シアター1010、COOL JAPAN PARK OSAKA　TTホール） - キッシング 役

2023年
- 02月03日 - 6日、23日 舞台「十五少女漂流記」（シアター1010、海老名市文化会館） - モコ 役
- 11月30日 - 12月3日 スペース・ゼロ 提携公演 SEPT「DREAM TELLER」（こくみん共済 coop ホール） - 江南和朔 役

2024年
- 11月1日 - 11月4日 劇団☆ディアステージ「ネコにマタタビⅡ　オタクの帰還」（労音大久保会館R'sアートコート） - てん役

2025年
- 04月2 - 6日 メイホリック朗読劇『美術室に置き去りにされた天使-再演-』（シアターサンモール) - 雪柳役

### ラジオ・音声配信
レギュラー出演
- オリコンゲーム公式プレイヤー (2016年12月16日 - 不明、Oricon YouTube チャンネル) 
- Mi☆nAとENGAG.INGのミラクルラジオスターター！ (2019年10月4日 -  2020年9月18日、FM FUJI)
- 電音部 コミックムービー（2020年 - 、東雲和音）
- ディアステ電音部-012- (2020年10月2日 - 2021年3月26日、FM FUJI)
- 「電音部webラジオ」- 第1部メインパーソナリティ (2022年1月、全4回、ASOBISTAGE)、『東雲和音の美少女研究室』MC (2023年10月13日 - 2023年11月17日、全6回、ASOBISTAGE)
- 戦国炒飯TV 〜なんとなく歴史が学べる映像〜ボクらの戦国時代 〜戦で活躍女子〜 - 妙林尼 役 (2021年11月20日 - 12月1日、全4話、戦国炒飯TV 〜なんとなく歴史が学べる映像〜 YouTube チャンネル

ゲスト出演
- 文化放送「超A&G+ ペーパーアイドル！〜渡辺ありさ生誕祭SP〜」公開収録・ライブ ゲスト出演（2019年6月9日 、文化放送サテライト広場）
- 虹のコンキスタドール ふわりん放送室 (2019年8月26日 - 30日、超A&G+)
- 「Mi☆nAとENGAG.INGのミラクルラジオスターター！」公開収録&２マンライブに向けた楽天ライブ生配信 (2019年12月19日、28日、2020年1月10日)
- 相沢梨紗のラジオ活動 (2020年1月6日、FM FUJI)
- 舞台「プロジェクト東京ドールズ」2020年コラボ発表記念生放送 (2020年1月12日)
- LARME LINE LIVE 発売記念オンライン編集会議（2020年9月17日）

電音部の 生放送・ラジオ ゲスト出演
- 「電音部webラジオ」- 第2部出演（#3・#4・#15・#16・#24・#25・#29・#30・#35・#36・#39・#40・#49・#50）、ゲスト出演 (#8・#10・#11・#16・#17) (2021年5月7日 -)
- 企画会議‐アキバ vol. 1 (2020年7月3日)
- 生放送特番‐美術部‐(2020年9月28日)
- 生放送特番‐ゲーム部‐(2020年10月17日)
- 進捗報告会 (2021年2月7日)
- 進捗報告会「第2部開幕直前スペシャル」 (2022年3月30日)
- 電音部2周年 感謝祭生放送 (2022年6月26日)
- 「電音部 3rd LIVE 直前生放送」(2023年6月21日)

- 「電音部」‐EXPO特番‐（2020年10月16日）
- 「アリス･ギア･アイギス」×「東京ドールズ」コラボ直前生放送 (2020年11月26日)
- 電音部 WEB ラジオ -映像付きスペシャル生放送 in アニON STATION-（2021年6月25日）
- 「22/7 生放送の時間 Vol.11 〜ナナオン夏の陣〜」（2021年7月24日）
- 「シノアリス 一番最後のモノガタリ」オーディオコメンタリー

「みほ from AIKATSU☆STARS!」名義
- AIKATSU☆STARS！のラジカツ！（2015年9月7日 - 2016年3月28日、Lantisネットラジオ）
- ラジカツスターズ！（2016年4月11日 - 2018年3月26日、Lantisネットラジオ）
- 「アイカツ！ミュージックフェスタ2017 LIVE Blu-ray アイカツスターズ！盤」オーディオコメンタリー（2017年11月29日 あにてれ）
- 「アイカツ！ミュージックフェスタ2017 LIVE Blu-ray アイカツ！盤」オーディオコメンタリー（2017年12月2日、あにてれ）
- Lantisネットラジオ「ラジカツスターズ！」公開録音in富士急ハイランド（2018年3月10日、Lantisネットラジオ）
- 「アイカツ！ミュージックフェスタ inアイカツ武道館＜DAY2＞」スペシャルコメンタリー（2019年3月31日、あにてれ）

## ディスコグラフィ

### 未音源化楽曲
| 発表日       | タイトル      | 備考                                                                                |
| ------------ | ------------- | ----------------------------------------------------------------------------------- |
| 2019年9月7日 | Noir ou blanc | 「天音みほ生誕祭2019「son du ciel 〜Mon anniversaire 2019〜」」において発表された。 |
| 2019年9月7日 | son du ciel   | 「天音みほ生誕祭2019「son du ciel 〜Mon anniversaire 2019〜」」において発表された。 |

### 歌手参加楽曲
| 発売日  | 商品名                                          | 歌               | 楽曲                 | 備考   |
| 2020年  | 2020年                                          | 2020年           | 2020年               | 2020年 |
| ------- | ----------------------------------------------- | ---------------- | -------------------- | ------ |
| 8月26日 | れるりり 10th Anniversary Original & Best ALBUM | 乱躁滅裂ガールズ | 「羞恥心に殺される」 |        |

### キャラクターソング
| 発売日   | 商品名                                             | 歌                                                                             | 楽曲                                                                                         | 備考                         |
| 2020年   | 2020年                                             | 2020年                                                                         | 2020年                                                                                       | 2020年                       |
| -------- | -------------------------------------------------- | ------------------------------------------------------------------------------ | -------------------------------------------------------------------------------------------- | ---------------------------- |
| 10月28日 | 電音部-外神田文芸高校- 1st Mini Album 「New Park」 | 東雲和音（天音みほ）                                                           | 「Mani Mani（Prod. TAKU INOUE）」                                                            | 『電音部』関連曲             |
| 10月28日 | 電音部-外神田文芸高校- 1st Mini Album 「New Park」 | 日高零奈（蔀祐佳）、東雲和音（天音みほ）、茅野ふたば（堀越せな）               | 「Hand Over（Prod. TEMPLIME）」                                                              | 『電音部』関連曲             |
| 2021年   |                                                    |                                                                                |                                                                                              |                              |
| 6月30日  | 電音部 ベストアルバム -シーズン.0-                 | 東雲和音（天音みほ）                                                           | 「ベルカ（feat. ミフメイ）」                                                                 | 『電音部』関連曲             |
| 6月30日  | 電音部 ベストアルバム -シーズン.0-                 | 日高零奈（蔀祐佳）、東雲和音（天音みほ）、茅野ふたば（堀越せな）               | 「Blank Paper（Prod. TEMPLIME）」                                                            | 『電音部』関連曲             |
| 12月5日  | イロアワセ オリジナルサウンドトラック「esse」      | カナメ（松田彩希）、アリス（鶴野有紗）、ダリア（堀越せな）、西園寺（天音みほ） | 「esse」                                                                                     | 朗読劇『NEO true END』主題歌 |
| 2022年   |                                                    |                                                                                |                                                                                              |                              |
| 6月29日  | 電音部 ベストアルバム -シーズン.1- The Lights      | 外神田文芸高校、神宮前参道學園、港白金女学院、帝音国際学院                     | 「You Are The Light」                                                                        | 『電音部』関連曲             |
| 6月29日  | 電音部 ベストアルバム -シーズン.1- The Lights      | 東雲和音（天音みほ）                                                           | 「トアルトワ（feat. TAKU INOUE）」                                                           | 『電音部』関連曲             |
| 6月29日  | 電音部 ベストアルバム -シーズン.1- The Lights      | 日高零奈（蔀祐佳）、東雲和音（天音みほ）、茅野ふたば（堀越せな）               | 「pop enemy（feat. Shinpei Nasuno）」 「アキバサイクル（Prod. TEMPLIME）」 「NEW FRONTIER!」 | 『電音部』関連曲             |
| 8月13日  | スカッと夏晴れ！☀はちゃめちゃビーチでドーンだYo！  | 日高零奈（蔀祐佳）、東雲和音（天音みほ）、茅野ふたば（堀越せな）               | 「レモン少女 (feat. 近藤秀次)」                                                              | 『電音部』関連曲             |
| 12月15日 |                                                    | 日高零奈（蔀祐佳）、東雲和音（天音みほ）、茅野ふたば（堀越せな）               | 「UNDERCOVER」                                                                               | 『電音部』関連曲             |
| 2023年   |                                                    |                                                                                |                                                                                              |                              |
| 2月23日  |                                                    | 日高零奈（蔀祐佳）、東雲和音（天音みほ）、茅野ふたば（堀越せな）               | 「アキバ20XX」                                                                               | 『電音部』関連曲             |
| 3月18日  |                                                    | 日高零奈（蔀祐佳）、東雲和音（天音みほ）、茅野ふたば（堀越せな）               | 「Let's La Viva! (feat. 宇田川 翔)」                                                         | 『電音部』関連曲             |
| 4月6日   |                                                    | 日高零奈（蔀祐佳）、東雲和音（天音みほ）、茅野ふたば（堀越せな）               | 「再発見！アキバ探訪☆(Prod.Kijibato)」                                                       | 『電音部』関連曲             |
| 12月7日  |                                                    | 東雲和音（天音みほ）                                                           | 「メタモルフォシス」                                                                         | 『電音部』関連曲             |
| 2024年   |                                                    |                                                                                |                                                                                              |                              |
| 3月14日  |                                                    | 日高零奈（蔀祐佳）、東雲和音（天音みほ）、茅野ふたば（堀越せな）               | 「Triぴーす✌ひふみふフリーダム」                                                             | 『電音部』関連曲             |
| 3月28日  |                                                    | 日高零奈（蔀祐佳）、東雲和音（天音みほ）、茅野ふたば（堀越せな）               | 「桃源郷コンダクター」                                                                       | 『電音部』関連曲             |
| 5月9日   |                                                    | 東雲和音（天音みほ）、瀬戸海月（シスター・クレア）                             | 「Holy Moly (Prod. MATZ)」                                                                   | 『電音部』関連曲             |
| 6月29日  |                                                    | 外神田文芸高校                                                                 | 「PLAY/PAUSE (feat. TAKU INOUE)」                                                            | 『電音部』関連曲             |

## イベント・ライブ
2018年 - 2021年の「Mi☆nA」による出演を含む。
2017年
- 03月21日 DEARSTAGE WEEK supported by japanぐる〜ヴ(BS朝日)（品川プリンスホテル クラブeX）
- 05月20日 - 21日 夢見る☆ディアステージ inサンリオピューロランド（サンリオピューロランド）
- 08月13日 艶めく☆ディアステージ（新橋演舞場 地下特設会場「東(あずま)」）

2018年
- 03月26日 DEARSTAGE WEEK supported by japanぐる〜ヴ(BS朝日)（品川プリンスホテル クラブeX）
- 04月22日 天音みほ・堀越せな Special Live（TwinBox AKIHABARA）
- 05月04日 浜田由梨 presents ｢ハマフェス 〜お誕生日だから許されるはまだによるはまだのためのわがままな集まり LIVE編〜｣（LIVEHOUSE TOGIBAR）
- 05月27日、6月2日 夢見る☆ディアステージ inサンリオピューロランド 夢みる☆ライブ（サンリオピューロランド）
- 06月13、15、16、18日 「ミラクルこまらないで」リリースイベント（ヴィレッジヴァンガード渋谷本店、秋葉原ディアステージ、Space emo池袋、秋葉原MOGRA）
- 06月23日 Mi☆nA 1stワンマンライブ「Welcome to Miracle World!」（青山RizM）
- 07月3日 明晰夢的:ソワレ〜World’s End, A prolog〜 #愛野えり バースデーライブ - ゲスト出演（Zirco Tokyo）
- 07月21日 旅する☆ディアステージ 信濃編 夜の部（長野CLUB JUNKBOX）
- 07月22日 旅する☆ディアステージ 越後編 夜の部（LIVE HOUSE 柳都SHOW CASE）
- 08月04日 TOKYO IDOL FESTIVAL 2018（お台場）
- 08月07、13、23日 「さよならのキセツ」リリースイベント（秋葉原ディアステージ、Space emo池袋、ヴィレッジヴァンガード渋谷本店）
- 08月19日 ささかまリス子爆誕フェス「AKIHABARA BON VOYAGE!」（TwinBox秋葉原）
- 09月17日 Mi☆nA MTG#2（Shibuya eggman）
- 09月17日 天音みほ生誕祭〜Son du ciel〜（Shibuya eggman）
- 10月13日 Mi☆nA 「2st」ライブ「Welcome to Mi☆nA World！〜Mi☆nAのこと教えるね？〜」（渋谷WWW X）
- 10月14日 SAAYA BIRTHDAY PARTY 2018（渋谷 DESEO mini）
- 10月19日 「恋のマジックナンバー」リリースイベント（Space emo池袋）
- 10月27日 筑田浩志 トリビュートライブ in Tokyo（Space emo池袋）

2019年
- 05月03日 Mi☆nA 3rdライブ「みんな×２ Mii☆nnA!」（下北沢GARDEN）
- 05月11、12、18、23 -24、26、31日、6月1-2、16日「みんな×２Mii☆nnA‼」リリースイベント（space emo池袋、ヴィレッジヴァンガード渋谷本店、新星堂サンシャインシティALTA、エンタバアキバ、タワーレコード立川立飛、タワーレコード京都、ディスクピア日本橋、タワーレコード 福岡パルコ、イオンタウン千種）
- 05月14日 デリッシャス vol.1 〜フルコース〜（下北沢GARDEN）
- 06月07日 ディアステージとパーフェクトミュージックがなにかを発表する合同ライブ。きりひらけ！れいわっ！at ZEPP TOKYO（ZEPP TOKYO）
- 06月15日、22日 たぬきゅん＆キティのズッ友♡Forever in サンリオピューロランド 2019（サンリオピューロランド）
- 06月16日 LinQ / Mi☆nA 合同ライブだし、チケットとっとっと！！（天神ベストホール）
- 07月06日 Mi☆nA／星咲花那／愛野えり 合同リリースイベント（ソフマップAKIBA）
- 07月14日 #DSPM EXTRA（新宿LOFT）
- 07月17日 吉田豪×南波一海の"このアイドルが見たい" 2019炎帝（LOFT9）
- 07月22日 デリッシャス vol.3 〜デザート〜（Zirco Tokyo）
- 07月27日 Mi☆nAファンミーティング（J-SQUARE品川）
- 08月03日 TOKYO IDOL FESTIVAL 2019（お台場）
- 08月22日 デリッシャス vol.4 〜ささかまリス子生誕スペシャルビュッフェ〜（TSUTAYA O-nest）
- 08月25日 @JAM EXPO 2019（横浜アリーナ）
- 09月01日 新星堂presents「iPop fes Vol.82〜ディアステ祭〜」（サンシャインシティ 噴水広場）
- 09月07日 天音みほ生誕祭2019「son du ciel 〜Mon anniversaire 2019〜」（Studio Freedom）
- 09月14日 Summer Fiction（渋谷Milkyway）
- 10月06日 iCON DOLL LOUNGE 2019 Autumn Collection（神田明神ホール）
- 11月17日 きゅーアイ的な歌祭りスペシャル（福岡ポケット）
- 12月25日 エアトリ presents 毎日がクリスマス2019 〜 聖なる☆ディアステージvol.2（横浜赤レンガ倉庫）

2020年
- 01月12日 「Mi☆nAとENGAG.INGのミラクルラジオスターター！」公開収録&２マンライブ（神田明神ホール）
- 03月29日 #DSPM STREAM FESTIVAL（オンライン配信）
- 04月22日 Mi☆nA結成2周年記念配信（オンライン配信）
- 06月15日 Mi☆nA 3.5th LIVE オンラインでもいくぜミーナ！（オンライン配信）
- 06月28日 ASOBINOTES ONLINE FES（オンライン配信）
- 07月12日 Mi☆nA×ENGAG.INGオンラインライブ by DSTV（オンライン配信）
- 10月18日 電音部-外神田文芸高校- 1st Mini Album 「New Park」発売直前！オンライントークショー（ゲーマーズ オンライン配信）
- 10月24日 きりしま秋の感謝祭（オンライン配信）ゲスト出演
- 10月25日 スポーツの秋！音楽の秋！今こそ引きこもれ！DSインドア体育音楽祭（オンライン配信）
- 10月28日 電音部-外神田文芸高校- 1st Mini Album 「New Park」発売記念WEBサイン会（ゲーマーズ オンライン配信）
- 11月24 - 25、28、29日、12月5、6、12、13、27日 「Stormy」リリースイベント、「Mi☆nA展 〜いくぜミーナ！〜（space emo池袋、エンダバ秋葉、ヴィレッジヴァンガードビックカメラ名古屋駅西店、大坂・天王寺ミオ ミオホール、AWAJI Café&Gallery、ソフマップLIVE オンライン配信）
- 11月29日 SUPERCHAT 1st anniversary（秋葉原エンタス）
- 12月20日 電音部 非公式自主練 PALLET PARK in AKIBA（秋葉原エンタス）

2021年
- 03月6、13、19、24、31日、4月3、4日「Stormy」リリースイベント（VV渋谷本店、HMV＆BOOKS SHIBUYA、天王寺ミオ MIOホール、新星堂アスナル金山店、オンライン配信）
- 03月21日 電音部非公式自主練「PALLET PARK in AKIBA 2nd〜Growing up〜」（秋葉原エンタス）
- 03月28日 「エンタメスポーツフェス みんなでドドンと春祭り」（オンライン配信）
- 04月11日 Mi☆nA LAST LIVE（池袋harevutai）
- 06月30日 電音部 ベストアルバムリリースイベント in アニメイト（アニメイト池袋本店 9Fイベントホール）
- 08月22日 天音みほ生誕イベント 〜AMANE IN WONDERLAND 2021〜（代官山 UNIT）
- 10月30 - 31日 電音部 1st LIVE -Make Waves- (立川ステージガーデン)
- 11月23日 電音部 LIVE @サンリオピューロランド（サンリオピューロランド）
- 11月26日 プロジェクト東京ドールズ 特別イベント＆舞台上映会（東京harevutai）
- 12月5日 松田彩希プロデュースによるイベント「イロアワセvol.2 〜Ne0N〜」（全電通労働会館 多目的ホール） - 西園寺 役

2022年
- 03月19日 電音部 2nd LIVE -BREAK DOWN- (パシフィコ横浜 国立大ホール)
- 04月18日 ロリータ変身ラフォーレ原宿チェキ会（ラフォーレ原宿）
- 05月14日 バンダイナムコエンターテインメントフェスティバル 2nd DAY2 （ZOZOマリンスタジアム）
- 06月26日「電音部ベストアルバム -シーズン.1- The Lights」オンラインDJイベント（オンライン配信）
- 07月17日 Virtual Music Award 2022 SUMMER（オンライン配信）
- 07月18日 「電音部 ベストアルバム -シーズン.1- The Lights」リリースイベント（AKIHABARAゲーマーズ本店６Fイベントスペース）
- 08月14日 あまねいろ -Cotton♡Candy-（Spotify O-Nest）
- 08月20日 蔀祐佳生誕「しどみんの森探検~2022~」（代官山UNIT）
- 09月03日 Motto! Kawaii Future Cafe 2nd Anniversary!!!（表参道WALL&WALL）
- 09月18日 イナズマロックフェス 2022（滋賀県草津市 烏丸半島芝生広場）
- 10月29日 電音部エリアミーティング アキバ（WOMB）
- 12月17日 ARCANA PROJECT 主催イベント「ACE of CUPS Vol.7」（Shibuya CYCLONE）
- 12月31日 電音部年越しイベント『DENONBU COUNTDOWN -ブルッと底冷え はちゃめちゃお家でゴーンだ夜-』（オンライン配信）

2023年
- 02月27日 〜5G LAB ＆ mysta〜 「アイドル V×R フェス」（品川インターシティホール）
- 03月16、17、19日 「Life Like a Live!5」オープニング & エンディングライブ、前夜祭DJパーティ、第四公演（オンライン配信）
- 03月21日 EVOLUTION POP!EXTRE（渋谷Spotify O-EAST）
- 03月25日 電音部バトルロイヤル&電音部カンファレンス（科学技術館サイエンスホール）
- 03月28日 バンダイナムコ研究所技術ブランド「ELMIRAIVE  CONFERENCE」（表参道WALL&WALL）- シークレットゲスト
- 04月22日 「アイドルジェネレーション vol.60 in 中野サンプラザ」（品川中野サンプラザ）
- 05月04日 10周年アニバーサリー 「肉フェス 2023 Theカーニバル TOKYO【ネットカルチャーDAY ステージ】」（お台場）
- 06月03日 TIF ASIA TOUR 2023 in Seoul（WEST BRIDGE）
- 06月04日 Anime Subculture DJ Festival 2023 -Powerd by NETCLUB✖️TIF ASIA TOUR-（ALIVE HALL）
- 06月24 - 25日 電音部 3rd LIVE -SOUL EVOLUTION (立川ステージガーデン)
- 07月15日 「SPARK 2023 in YAMANAKAKO」（山中湖交流プラザきらら）
- 07月22日 「D4DJ_DJTIME CLUB」（飛行船シアター）
- 08月14日 dot yell fes SUMMER SP 2023（KT Zepp Yokohama）
- 08月22日 天音みほのお誕生日ぱーちー（秋葉原ディアステージ）
- 08月26日 「JAM EXPO 2023 supported by UP-T」（横浜アリーナ）
- 09月03日 電音部 アキバエリア 1st LIVE -ニーハオ★ハーバー！赤レンガ！？シュウマイ食べたい(´〜｀)腹ペーコー☝-（横浜1000club）
- 09月09日 戸波のわ～Early Birthday Party～ - ゲスト出演（秋葉原ディアステージ）
- 09月16日 「Welcome to # AMANE DINER‼︎ 〜天音みほ生誕祭2023〜」（渋谷GARET）
- 09月28日 「ウィクロスフェス with 電音部」トークステージ（TFTホール1000）
- 10月29日 電音部シンサイバシエリア1st LIVE“ほな、いこか〜!”（大阪府Club JOULE）
- 12月17日「エアトリ presents 毎日がクリスマス 2023~聖なる☆#DSPMLIVE」（横浜赤レンガ倉庫1号館 3Fホール）

2024年
- 01月06日 「電音部 ULTRA EXPO 2024」（パシフィコ横浜 国立大ホール）
- 01月20日 Virtual Music Award 2024 WINTER（オンライン配信）
- 02月11日『オカオガトウダイ』（duo MUSIC EXCHANGE）
- 03月12日「ZEST2024」（Zepp Shinjuku）
- 03月17日 塊魂20周年記念イベント　『塊DJ魂』 in namco TOKYO（namco TOKYO）
- 04月28日 「アイドルジェネレーション vol.63 ゴールデンウィークSP in Zepp Shinjuku」（Zepp Shinjuku）
- 05月25日 胡桃沢まひるちゃんの12周年イベント - ゲスト出演（秋葉原ディアステージ）
- 06月28日 電音部4周年記念生配信in namco TOKYO（namco TOKYO）
- 06月29日 「星咲花那BIRTHDAY LIVE 2024〜Rainbow after the rain〜」- ゲスト出演（shibuya CYCLONE）
- 07月20日 夏祭りデリッシャス＋〜鯛やヒラメの舞い踊り〜DAY1（AOHARIUM TOKYO）
- 08月13日 「ronron電影Fes」（原宿RUIDO）
- 08月23日 「#電音部4thLIVE発表会 in namco TOKYO」（namco TOKYO）
- 08月24日 「ハイドレンジアマネサマー」（AKIHABARA Twin Box Garage）
- 08月25日 「小坂井祐莉絵 birthday party！ 〜Let's enjoy summer🌻〜」（パズル浅草橋）
- 08月26日 「ドゥームズデイ 決起会配信」

### 「みほ from  AIKATSU☆STARS!」名義
2019年以降みられる「みほ」名義での出演を含む。
2015年
- 01月24日 次世代ワールドホビーフェア '15 Winter（幕張メッセ ちゃお編集部ステージ）
- 02月11日 STAR☆ANIS アイカツ！スペシャルLIVE 2015 SHINING STAR* （渋谷公会堂）
- 03月8、22日、4月7日 春の学園祭ツアー2015（イオンレイクタウンkaze、mozoワンダーシティ、イオンモール堺北花田）
- 03月15日 「Beautiful Songs」発売記念イベント（イオンモール土浦）
- 04月29日、5月2日 「アイカツ！」3rdシーズン新OP/EDシングル発売記念イベント「STAR LIGHT PARTY!!」（東京ドームシティ ラクーアガーデンステージ、科学技術館サイエンスホール、あべのキューズモール）
- 05月23日、6月14、28日 STAR☆ANIS アイカツ！スペシャルLIVE TOUR 2015 SHINING STAR* （日本特殊陶業市民会館 ビレッジホール、日立システムズホール、NHKホール）
- 05月31日 アイカツ！スペシャルミニライブ 「Premium Pretty Party」（ダイバーシティ東京）
- 05月31日 @JAM 2015（Zepp DiverCity）
- 06月20日 東京おもちゃショー2015（東京ビッグサイト）
- 07月11日 MBS　たいバーン！！LIVE〜アニソン編〜（梅田クラブクアトロ）
- 07月26日 Wonderful Summer Party（横浜クイーンズスクエア）
- 08月15日 ちゃおサマーフェスティバル2015（パシフィコ横浜）
- 08月21日 アイカツ！ミュージックアワード　ミニライブ付前夜祭上映会（新宿バルト9）
- 08月22日 アイカツ！ミュージックアワード　公開記念オールナイト上映会（新宿バルト9）
- 11月05日 DEARSTAGE SHOWCASE 2015（赤坂BLITZ）
- 11月21日 AIKATSU☆STARS！アイカツ！スペシャルLIVE 2015 Lovely Party!!（中野サンプラザ）

2016年
- 01月30日 「Wonderful Tour」発売記念イベント　「Happiness Tour 」《TOKYO☆STAGE》（東京ドームシティ ラクーアガーデンステージ）
- 03月19日 - 21日 アイカツ！ミュージック フェスタ2016（TOKYO DOME CITY HALL）
- 04月30日 MONACAフェス2016（大宮ソニックシティ）
- 05月04、7 - 8日 組生スカウトキャラバン（イオンモールりんくう泉南、イオンレイクタウンkaze）
- 05月14日 「劇場版アイカツスターズ！」前売り券＆劇場版ポスターお渡し会（ヨドバシAkiba）
- 06月11日 東京おもちゃショー2016 ｢祝☆四ツ星学園入学20万人♪AIKATSU☆STARS！スペシャルライブ｣（東京ビッグサイト）
- 06月24日 DEARSTAGE SHOWCASE 2016（品川ステラボール）
- 07月23日 AIKATSU☆STARS！ハルナツ感謝祭（科学技術館サイエンスホール）
- 08月14日 「劇場版アイカツスターズ！」公開二日目舞台あいさつ（T・ジョイSEIBU大泉、シネマサンシャイン池袋）
- 08月14日 「劇場版アイカツスターズ！」「サイン入りポストカード」お渡し会（新宿マルイアネックス）
- 08月15、21日 劇場版アイカツスターズ！公開記念イベント「夏だっ！ ライブだっ！アイカツ！だっっ！！！」（ラゾーナ川崎、エアポートウォーク名古屋）
- 08月20日 ちゃおサマーフェスティバル2016（パシフィコ横浜）
- 08月27日 「劇場版アイカツスターズ！」AIKATSU☆STARS！ミニライブ付き上映会（丸の内TOEI）
- 10月01日 四ツ星学園音楽祭（池袋サンシャインシティ噴水広場）
- 10月15日 No Maps presents 「 SAPPORO ANI-HIGH!! 」（Zepp Sapporo）

2017年
- 02月26日 かなざわアニメソングフェス2017（本多の森ホール）
- 03月25日 - 26日　アイカツ!ミュージックフェスタ2017（パシフィコ横浜）
- 04月16、23日 ヴィーナスアーク来航記念！デビューイベント（ラゾーナ川崎、エアポートウォーク名古屋）
- 04月30日 データカードダス アイカツスターズ！星のツバサシリーズレッスンイベント（あべのHoop）
- 05月28日 @JAM2017（Zepp DiverCity）
- 07月08日 Fantastic Summer Festival （東京ドームシティ ラクーアガーデンステージ）
- 08月15日、9月10日 アイカツ！フェス☆（エアポートウォーク名古屋、ラゾーナ川崎）
- 10月29日 大都会岡山アニソンLIVE（岡山コンベンションセンター）
- 11月25日 かけがわポップカルチャーサミット（掛川城公園 三の丸広場）
- 12月17日 AIKATSU☆STARS! FUJIYAMA LIVE!（富士急ハイランド マッドマウス前特設ステージ）

2018年
- 01月6、8、14、27日 AIKATSU☆STARS！ スペシャルLIVE TOUR "MUSIC of DREAM!!!"（仙台銀行ホール イズミティ21、TOKYO DOME CITY HALL、オリックス劇場、瀬戸市文化センター、福岡国際会議場）
- 02月14日 「アイカツ！ミュージックフェスタ in アイカツ武道館」直前緊急企画特別番組（あにてれ）
- 02月27日 - 28日 アイカツ！ミュージックフェスタ in アイカツ武道館！（日本武道館）
- 09月08日 アイカツ！シリーズ5thフェスティバル！！（幕張メッセ）

2019年
- 06月23日 20th Anniversary Live ランティス祭り2019 A・R・I・G・A・T・O ANISONG（幕張メッセ）
- 10月25日 AFFT2019 「アイカツ！ミュージックアワード」3D応援上映（バルト7）

2020年
- 01月13日 AIKATSU！STYLE＆AIKATSU！STYLE for Lady Limited Shop 〜冬晴2020〜　お渡し会（新宿マルイアネックス）
- 01月25日 アイカツオンパレード！ユニットライブツアー　ユニパレ！（DRUM LOGOS）

2022年
- 02月19日 アイカツスターズ！5周年特別番組「Resound Stars!」（オンライン配信）
- 09月17日 ＣＤＴＶライブ！ライブ！フェスティバル！２０２２（東京ガーデンシアター）
- 10月8日 アイカツ！シリーズ 10th Thanks Party（Tokyo DomeCity Hall）
- 12月26日 アイカツ！シリーズ 10th Thanks Party ＜3rd month＞（中野サンプラザ）

2023年
- 01月22日 アイカツ！シリーズ 10th Thanks Party ＜4th month＞（中野サンプラザ）
- 02月18 - 19日 「アイカツ！シリーズ 10th ANNIVERSARY アイカツ！ミュージックフェスタ FINAL」（東京ガーデンシアター）
- 12月25日 アイカツスターズ！アコースティックライブ『Resound Stars！―星々のクリスマス― 』（日本橋三井ホール）

2024年
- 12月15日 あかりGeneration10周年記念イベント『キラッキラ！』 (横浜BUNTAI)

2025年
- 03月20日 第3回 「アイカツ！シリーズ」オーケストラコンサート『オケカツ！』 (仙台銀行ホール イズミティ21)
- 07月28日 アイカツ！ 10th Anniversary Album Vol.13「PRISM NAVIGATOR」 オンラインサイン会 (リミスタ)
- 08月24日 アイカツ！ 10th Anniversary Album Vol.13「PRISM NAVIGATOR」 ラジカツ！出張版 (アニメイト池袋本店)

## モデル
- 2015年12月10日 JOSHI+ 冬のマストアイテム「ニット」コーデ特集[344]
- 2018年10月18日 iCON DOLL LOUNGE 2018（渋谷ストリームホール）[345]
- Yuki Kamiya 個展「 みえる ミエル 見える展」（表参道ROCKETS）- 衣装撮影[346][347]
- 2020年08月29日 #DSPM×AVAILコラボTシャツ着用モデル[348]
- 2020年09月17日 - 2021年9月17日 LARME レギュラーモデル[349][350]
- 2021年03月30日 超十代－ULTRA TEENS FES－2021 PREMIUM (豊洲PIT) - LARMEとRomansualファッションランウェイステージで出演 [18][19]
- 2023年06月10日 Hiroko Tokumine Collection Show 2023（新宿バトゥール東京）[351]

## その他コンテンツ
- ガールズビートステージ♪ - 楽曲やカードにMi☆nAとして出演[352]
- プロジェクト東京ドールズ - アプリのモーションアクター[353]
- 小沢健二 「流動体について」ミュージックビデオ出演[354]
- フリーペーパー ILCAP@pper vol.03 - フォトモデル[355]
- フリーペーパー 月刊ローチケ 2018/12/15号 - 舞台「プロジェクト東京ドールズ」インタビュー[356]